# Ctenophryne barbatula
Espèce
Synonymes
- Melanophryne barbatula Lehr & Trueb, 2007

Statut de conservation UICN

 EN  : En danger
Ctenophryne barbatula est une espèce d'amphibiens de la famille des Microhylidae.

## Répartition
Cette espèce est endémique de la province d'Oxapampa dans la région de Pasco au Pérou. Elle se rencontre dans le parc national Yanachaga Chemillén à environ 2 500 m d'altitude,.

## Description
Ctenophryne barbatula mesure jusqu'à 25 mm pour les mâles et jusqu'à 27 mm pour les femelles. Son dos et son ventre sont uniformément brun foncé.

## Étymologie
Son nom d'espèce, barbatula, dérivé du latin barbatus, « barbu », lui a été donné en référence aux grandes épines que présente la face externe de sa mâchoire inférieure et qui ressemblent à une barbe.

## Publication originale
- Lehr & Trueb, 2007 : Diversity among New World microhylid frogs (Anura: Microhylidae): morphological and osteological comparisons between Nelsonophryne (Günther 1901) and a new genus from Peru. Zoological Journal of the Linnean Society, vol. 149, p. 583-609 (texte intégral).